# Fernando Ponce de León París
Fernando Ponce de León París (Bogotá, 6 de septiembre de 1917 - Bogotá, 13 de noviembre de 1998) fue un novelista y empresario colombiano. 

## Primeros años
Fernando Ponce de León fue el quinto de los diez hijos de Julio Enrique Ponce de León Gutiérrez y Elvira París Ronderos. Por línea paterna descendía del hidalgo y fundador de la Casa de Moneda José Prieto de Salazar y Arellano, y por línea materna era bisnieto del prócer de la independencia de Colombia Antonio París Ricaurte.

## Ponce de León Hermanos
En 1947, junto a su hermano gemelo Carlos, fundó una pequeña imprenta que se transformaría con los años en la imprenta de valores Ponce de León Hermanos, cuya labor le mereció la exaltación con la 'Orden al mérito industrial'. La empresa perduró hasta la década de los noventa.

## obras literarias
En 1954 publicó su primera novela, Tierra Asolada, ambientada en Colombia en los años 1950, en el marco del enfrentamiento conocido como La Violencia. En 1958 apareció Matías, novela urbana en la que un niño ciego, a través de sus otros sentidos, conoce y enfrenta los tabúes de su época. Dada su temática, esta novela fue censurada por las jerarquías de la Iglesia católica colombiana de la época. La Biblioteca Luis Ángel Arango la consideró una de las cien mejores novelas colombianas del siglo XX.
En 1959 publicó La Castaña, novela rural sobre el drama de los campesinos atrapados por la pobreza y la injusticia. En 1961, en su novela Cara o Sello abordó el tema de los secuestros. En ese mismo año publicó su única obra de teatro, La libertad es mujer, sátira en cinco actos sobre personajes, políticos y periodistas de la época. 
En 1972 fue publicada su novela La gallina ciega, obra finalista del Premio Planeta 1970, donde trató el tema de la migración de los habitantes del campo a la ciudad y la inadaptación de los campesinos a la urbe. En Las dos muertes de Antonino, su última novela publicada en 1992, recreó el mito del hombre alado.

## Publicaciones
- Tierra asolada, Bogotá: Editorial Iqueima. 1954. Prólogo de Juan Lozano y Lozano. Novela sobre la violencia en los años 1950 en Victoria, Caldas.
- Matías. Bogotá: Editorial Ponce de León, 1958. Instituto Colombiano de Cultura y Taller de Edición, nueva edición 2009. Presentación de José Luis Díaz Granados, prólogo de Fernando Garavito. Novela urbana sobre la vida de los ciegos en barrios marginales de Bogotá.
- La Castaña. Bogotá: Editorial Ponce de León y editorial Iqueima, Serie de Difusión de Espiral, 1964. Novela rural sobre el campesino sin tierra.
- La libertad es mujer. Bogotá: Editorial Iqueima, Colección Narradores colombianos de hoy, 1961. Tragicomedia en cinco actos: sátira sobre políticos y periodistas de la época y revueltas estudiantiles y populares.
- Cara o sello. Bogotá: Ediciones Tercer Mundo, Colección Narrativa Colombiana Contemporánea, 1966. Ficción de un secuestro.
- La gallina ciega. Bogotá: Editorial Ponce de León, 1972. Novela finalista del premio Planeta 1970. Pobreza y migración rural en los años 60.
- Las dos muertes de Antonino. Bogotá: Plaza y Janés Editores, 1992. Novela urbana en Bogotá. Colección Narradores colombianos de hoy, 1961.